# Dreizahn-Kugelfisch
Der Dreizahn-Kugelfisch (Triodon macropterus) oder Bauchsack-Kugelfisch wird in die monotypische Familie Triodontidae gestellt. Er lebt in Küstennähe im tropischen Indopazifik von Ostafrika bis zu den Philippinen, Japan, Australien, Neukaledonien und Tonga in Tiefen von 50 bis 300 Metern.

## Merkmale
Seine Kiefer sind mit je drei Zähnen besetzt. Rücken- und Afterflosse haben elf Flossenstrahlen, die tief gegabelte Schwanzflosse zwölf. Die meisten Exemplare von Indonesien bis Japan besitzen eine kleine Rückenflosse mit einem oder zwei Hartstrahlen. Rippen sind im Unterschied zu den Kugelfischen (Tetraodontidae) vorhanden. Der Dreizahn-Kugelfisch wird bis zu 54 Zentimeter lang.
Neben der heute lebenden ist eine fossile Art, Triodon antiquus aus dem Eozän, bekannt.